# Trás os Montes (Cap Verd)
Trás os Montes (crioll capverdià Rubera da Prata) és una vila al nord de l'illa de Santiago a l'arxipèlag de Cap Verd. Està situada a 4 kilòmetres al nord-est de Tarrafal i 50 kilòmetres al nord-oest de Praia.